# القصار
القصار یک منطقهٔ مسکونی در قطر است که در شهرداری دوحه واقع شده‌است. القصار ۲٫۸ کیلومتر مربع مساحت دارد.